# Lotus arenarius
Lotus arenarius Brot. (1804)